# Leoncjusz (Englistriotis)
Leoncjusz, nazwisko świeckie Englistriotis (ur. 7 sierpnia 1946 w Agios Ermolaos) – cypryjski biskup prawosławny.

## Życiorys
W 1958, po ukończeniu szkoły podstawowej, wstąpił do klasztoru św. Neofita k. Pafos jako posłusznik. W 1967, będąc już mnichem, ukończył gimnazjum w Pafos. W tym samym roku został wyświęcony na diakona. W 1972 podjął studia teologiczne na uniwersytecie w Atenach. W 1976, po ich ukończeniu, został wyświęcony na kapłana i podniesiony do godności archimandryty przez arcybiskupa Nowej Justyniany i całego Cypru Makarego III.
W 1978, po objęciu przez przełożonego klasztoru św. Neofita, Chryzostoma, urzędu metropolity Pafos, został wybrany przez wspólnotę mniszą na jego następcę.
24 czerwca 2007 otrzymał honorowy tytuł biskupa Kytros, pozostając przełożonym monasteru św. Neofita.